# Granön, Luleå

Granön är en ö i Nederluleå socken i Luleå kommun, nära Måttsund på fastlandet och ungefär 15 kilometer sydväst om Luleå. Ön har en yta på 1,9 kvadratkilometer.
I början av 1900-talet fanns en bondgård och tre torp på ön. Torpstugorna övergavs i början av 1950-talet, medan jordbruket på gården drevs vidare fram till slutet av 1960-talet. Huset blev därefter fritidsboende fram till 2009, då den åter blev permanentbostad. 2012 fanns även ett trettiotal fritidshus på ön.